# Boneh-ye Pīr
Boneh-ye Pīr (persiska: بنه پير, بُنِه پير, بان پير) är en ort i Iran.   Den ligger i provinsen Kohgiluyeh och Buyer Ahmad, i den centrala delen av landet, 600 km söder om huvudstaden Teheran. Boneh-ye Pīr ligger 663 meter över havet och antalet invånare är 156.
Terrängen runt Boneh-ye Pīr är lite kuperad. Runt Boneh-ye Pīr är det ganska glesbefolkat, med 24 invånare per kvadratkilometer. Närmaste större samhälle är Bībī Jānābād, 18,2 km norr om Boneh-ye Pīr. Omgivningarna runt Boneh-ye Pīr är i huvudsak ett öppet busklandskap.